# Bononio
Bononio  è un nome proprio di persona italiano maschile.

## Varianti
- Maschili: Bologno[1]
  - Alterati: Bolognetto[1], Bolognino[1]

### Varianti in altre lingue
- Catalano: Bononi[2]
- Latino: Bononus[1], Bononius[1]
- Spagnolo: Bononio[2]

## Origine e diffusione
Continua il latino Bononus o Bononius, un etnonimo riferito a Bologna, anticamente chiamata Bononia. Alternativamente, può anche essere una variante di Benoni (un nome ebraico che significa "figlio del mio dolore"), alterata per associazione con i numerosi nomi che iniziano per Bon-.

## Onomastico
L'onomastico viene festeggiato il 30 agosto in ricordo di san Bononio, abate di Lucedio, presso Trino.

## Persone
- Bononio di Lucedio, abate italiano